# 巴提
巴提（Bati）是埃塞俄比亞中北部阿姆哈拉州奧羅米亞地區的小鎮，位于德西小镇东侧，座標11°11′N 40°1′E / 11.183°N 40.017°E，海拔1,502米。鎮內有電話和郵政服務。根據埃塞俄比亞中央統計局2005年人口普查的資料，巴提總人口約24,257人，其中男性12,229人，女性11,958人。

## 历史
在意大利入侵之前，往返德西和巴提之间的一百公里道路已经基本完工。
巴提最早出现在记载中的时间是20世纪30年代，但保罗·B·亨泽（Paul B. Henze）认为市场“一定（比小镇的出现）早了至少200或300年”；他还补充道：“我一直无法找到早期旅行者提及到巴提，这个小镇在早些时候可能有不同的名字。”
1950年代，该镇成为了埃塞俄比亚（除厄立特里亚外）最重要的15个产棉地区之一。1956年，电话通入该镇，当时有两路电话：一路通往警察局，一路通往当时皇太子的居所；此外，当地也存在一个邮局。
该镇曾有安置1983年－1985年埃塞俄比亚饥荒期间灾民的难民营，而难民营于1986年底关闭。

## 特色
巴提镇以集市而知名，集市位于埃塞俄比亚高原和埃塞俄比亚裂谷之间。据菲利普·布里格斯（Philip Briggs）的描述，该市场“成为了阿姆哈拉人、奥罗莫人和半游牧、居于沙漠的阿法尔人的重要文化交叉点。巴提镇上有埃塞俄比亚最大的家牛和骆驼市场，每周一吸引了近20000人。”